# São Luís
São Luís, amtlich portugiesisch Município de São Luís, häufig auch São Luís do Maranhão genannt, ist seit 1621 die Hauptstadt des brasilianischen Bundesstaates Maranhão. Im Jahr 2010 überschritt die Einwohnerzahl von São Luís die 1-Million-Marke. Die Bevölkerungszahl wurde zum 1. Juli 2021 auf 1.115.975 Einwohner geschätzt, die São-Luisenser oder Ludovicenser genannt werden und auf einer Gemeindefläche von rund 583 km² leben.

## Geographische Lage
Die Stadt liegt auf der Halbinsel Ilha de São Luís zwischen der Bucht von São Marcos (Baía de São Marcos) und der Bucht von São José (Baía de São José). An dieser Stelle der brasilianischen Küste beträgt der Tidenhub etwa sieben Meter, wodurch bei Ebbe riesige Sandflächen freiliegen.

## Geschichte
Der Ursprung der Stadt liegt im Jahr 1612, als die Franzosen in diesem von den Portugiesen noch nicht kolonialisierten Teil Brasiliens ein Fort bauten. Dieses Fort fiel jedoch schon im Jahr 1615 nach einjährigem Kampf an die Portugiesen. 1631 wurde die Siedlung von Niederländern eingenommen, doch 1664 bekam Portugal nicht nur hier, sondern in ganz Brasilien wieder die Oberhand. Charakteristisch für die Altstadt sind die mit portugiesischen Fliesen (Azulejos) bedeckten Fassaden. Das Stadtzentrum ist seit 1997 als Weltkulturerbe von der UNESCO geschützt.

## Stadtverwaltung
Sitz der Stadtverwaltung ist der Palácio de La Ravardière. Stadtpräfekt (Bürgermeister) war seit dem 1. Januar 2013 Edivaldo Holanda Júnior von der Christlichen Arbeiterpartei (Partido Trabalhista Cristão, PTC), der am 28. Oktober 2012 mit 56 Prozent der Stimmen und bei der Kommunalwahl in Brasilien 2016, diesmal als Mitglied des Partido Democrático Trabalhista (PDT), mit rund 54 Prozent der Stimmen wiedergewählt worden war. Er amtierte bis 2020. Bei der Kommunalwahl in Brasilien 2020 wurde er für die Amtszeit von 2021 bis 2024 durch Eduardo Braide von den Podemos abgelöst.

## Verkehr
São Luís ist Endstation der Bahnstrecke Estrada de Ferro Carajás, die aus den Erzminen von Carajás kommt.
São Luís verfügt über den Flughafen São Luís.
São Luís verfügt zudem über zwei Häfen. Der Porto de São Luís (englisch Port of Sao Luis) wird im Wesentlichen von kleineren Schiffen frequentiert und dient insbesondere als Fischereihafen. In der Nähe der Stadt gibt es ferner den Porto do Itaqui (englisch: Port of Itaqui), der als Industriehafen große Bedeutung hat und im Jahr 2008 gemessen am Warenumschlag in Tonnen der bedeutendste brasilianische Hafen war. Ein Teil des Porto do Itaqui dient dem Bergbauunternehmen Vale als Eisenerz-Verladehafen (Ponta da Madeira).

## Sehenswürdigkeiten
- Die Altstadt (das sogenannte Reviver), mit ihren teilweise jahrhundertealten Bauten
- Lençóis Maranhenses, ein ausgedehntes Dünengebiet in ca. 200 km Entfernung, das per Tagestour erreicht werden kann.
- Alcântara (Maranhão), an der Bucht Baía de São Marcos, gegenüber von São Luís

## Erzbistum São Luís do Maranhão
- Erzbistum São Luís do Maranhão

## Klimatabelle
|                       | Jan  | Feb  | Mär  | Apr  | Mai  | Jun  | Jul  | Aug  | Sep  | Okt  | Nov  | Dez  |   |      |
| Mittl. Tagesmax. (°C) | 30,0 | 29,4 | 29,4 | 29,6 | 30,1 | 30,4 | 30,2 | 30,7 | 31,0 | 31,2 | 31,4 | 31,1 | ⌀ | 30,4 |
| Mittl. Tagesmin. (°C) | 22,3 | 23,1 | 23,0 | 23,1 | 23,1 | 22,9 | 22,6 | 23,0 | 23,5 | 23,7 | 24,0 | 22,9 | ⌀ | 23,1 |
|                       |      |      |      |      |      |      |      |      |      |      |      |      |   |      |
| Niederschlag (mm)     | 256  | 382  | 422  | 473  | 320  | 171  | 138  | 32   | 20   | 11   | 11   | 92   | Σ | 2328 |
|                       |      |      |      |      |      |      |      |      |      |      |      |      |   |      |
| Sonnenstunden (h/d)   | 6,3  | 4,0  | 3,5  | 3,8  | 5,2  | 7,1  | 7,7  | 8,4  | 8,3  | 8,1  | 8,1  | 6,7  | ⌀ | 6,4  |
|                       |      |      |      |      |      |      |      |      |      |      |      |      |   |      |
| Regentage (d)         | 14   | 19   | 23   | 23   | 22   | 14   | 11   | 4    | 2    | 2    | 2    | 5    | Σ | 141  |
|                       |      |      |      |      |      |      |      |      |      |      |      |      |   |      |
| Luftfeuchtigkeit (%)  | 85   | 88   | 89   | 90   | 89   | 86   | 86   | 84   | 81   | 81   | 79   | 81   | ⌀ | 84,9 |

| 22,3 |

| 23,1 |

| 23,0 |

| 23,1 |

| 23,1 |

| 22,9 |

| 22,6 |

| 23,0 |

| 23,5 |

| 23,7 |

| 24,0 |

| 22,9 |

| 22,3 |

| 23,1 |

| 23,0 |

| 23,1 |

| 23,1 |

| 22,9 |

| 22,6 |

| 23,0 |

| 23,5 |

| 23,7 |

| 24,0 |

| 22,9 |